# Kamal Khan
Kamal Khan är en fiktiv karaktär ur James Bond-filmen Octopussy från 1983. Han spelades av den franska skådespelaren Louis Jourdan.
Khan är en förbindlig och landsförvisad afghansk prins som bor i ett palats i Indien. Han har tillgång till utsökt mat och spritdrycker, ovärderliga juveler och atomvapen. I filmen slår han ihop sig med den maktgalne General Orlov i ett försök att sätta igång en radioaktiv förödelse i västra Europa. De planerar att spränga en atombomb på insidan av en flygbas och använder Octopussys cirkusframträdande som en täckmantel. Den följande våldsamheten av denna "olyckshändelse" skulle ha fått NATO till att lämna ifrån sig kärnvapen, och tillåtit Orlovs arméer att invadera västern.
Efter att Khan och Gobinda flydde med Octopussy som fånge, gick de ombord på Khans flygplan. Bond lyckades hoppa ombord på planets utsida innan det lyfte. När Khan upptäckte att Bond hängde sig fast på utsidan av planet gjorde han en looping i hopp om att Bond skulle tappa taget och falla. Bond lyckades dock hålla sig kvar och försvårade då flygningen för Khan genom att rycka ut ett par kablar så att den ena propellern inte fungerade. Khan skickade då ut Gobinda för att göra sig av med Bond, men Bond besegrade honom. Eftersom det blev allt svårare att flyga planet gjorde Khan ett desperat försök att landa på en klippa, men landningsbanan var alldeles för kort och planet kanade ned för klippkanten. Bond och Octopussy lyckades hoppa ut ur planet innan det havererade, men Khan satt fortfarande kvar i planet när det flög in i en klippvägg och exploderade.

## Hantlangare
- Gobinda